# Manuel Delgado de Andrés
Manuel Delgado de Andrés es un ex ciclista profesional español. Nació en San Sebastián (Guipúzcoa) el 17 de noviembre de 1965. Fue profesional entre 1989 y 1991 ininterrumpidamente. 
Solamente corrió para el equipo Puertas Mavisa, en el que permaneció sus tres años de profesional.

## Palmarés
No obtuvo victorias en el campo profesional.

## Resultados en Grandes Vueltas y Campeonato del Mundo
Durante su carrera deportiva ha conseguido los siguientes puestos en las Grandes Vueltas y en los Campeonatos del Mundo en carretera:
| Carrera         | 1989 | 1990  | 1991 |
| --------------- | ---- | ----- | ---- |
| Giro de Italia  | -    | -     | -    |
| Tour de Francia | -    | -     | -    |
| Vuelta a España | -    | 133.º | -    |
| Mundial en Ruta | -    | -     | -    |

-: No participa

Ab.: Abandono

## Equipos
- Puertas Mavisa (1989-1991)